# 布加约夫卡 (卢甘斯克州)
48°24′52″N 38°51′38″E / 48.41444°N 38.86056°E
布加约夫卡，或按乌克兰语译作布哈伊夫卡（烏克蘭語：Бугаївка），法理上是烏克蘭東部盧甘斯克州阿尔切夫斯克区阿爾切夫斯克市鎮的鎮。該鎮始建於1763年，面積26.48平方公里，海拔高度129米，2011年人口3,194，人口密度每平方公里120.62人。
该镇作为佩列瓦利斯克区的一部分，自2014年以来处于卢甘斯克人民共和国的控制之下。因此该镇仍实际上隶属于已被乌克兰政府废除的佩列瓦利斯克区。